# Kitulpalm
Kitulpalm eller fiskstjärtpalm (Caryota urens) är en enhjärtbladig växtart som beskrevs av Carl von Linné. Caryota urens ingår i släktet Caryota och familjen palmer (Arecaceae). Inga underarter finns listade i Catalogue of Life.
Palmens ursprungliga utbredningsområde ligger i södra Indien, Sri Lanka, Myanmar och på Malackahalvön. Den introducerades i andra varma regioner i Asien och i Australien.
Kitulpalmen växer ensam eller i mindre grupper och når vanligen en höjd av 15 till 20 meter med en stam som har en diameter på 30 till 45centimeter. Den har 5 till 6 meter långa och 3 till 4 meter breda blad.
Det nyaste utskottet på palmens topp är känt som palmkål och ätlig. Även palmmärgen är ätlig och förarbetas till sago. För det fasta träet finns olika användningsområden. När de unga blomställningarna skäras av utvinns en söt saft. Saften kan drickas eller förarbetas till palmvin.
Kitulpalmens fibrer används bland annat för tillverkning av piassava.

## Bildgalleri

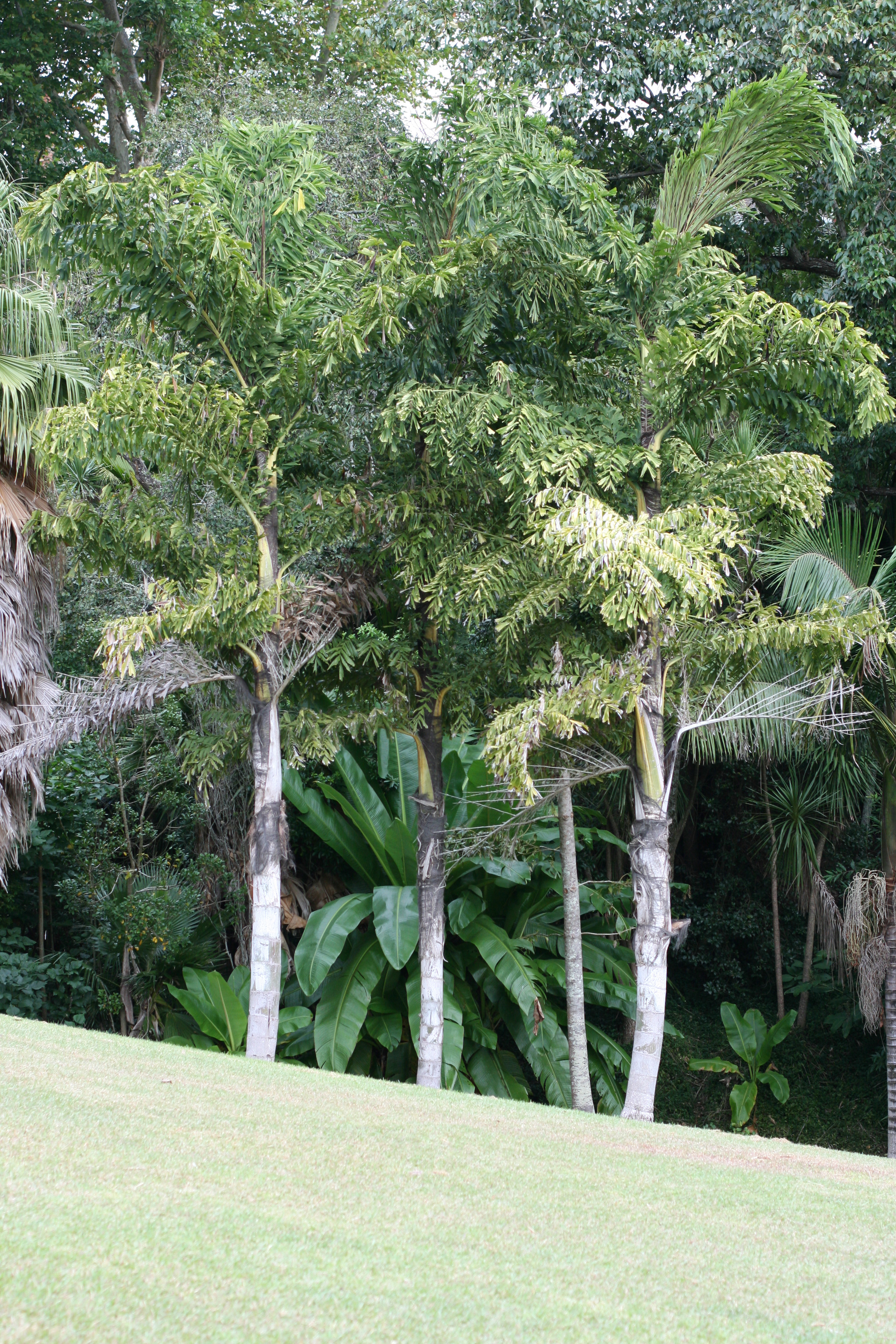
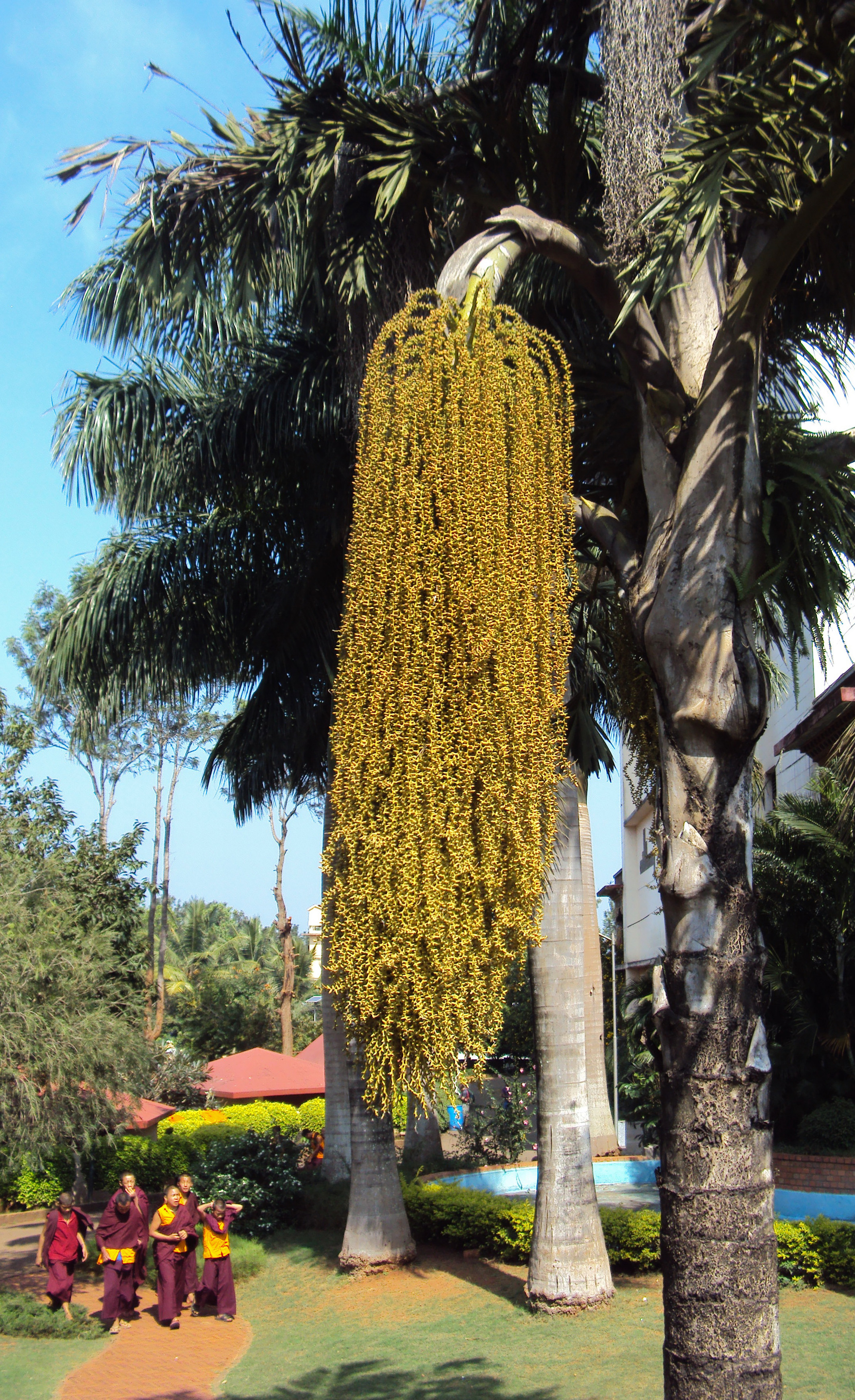
Blomställning
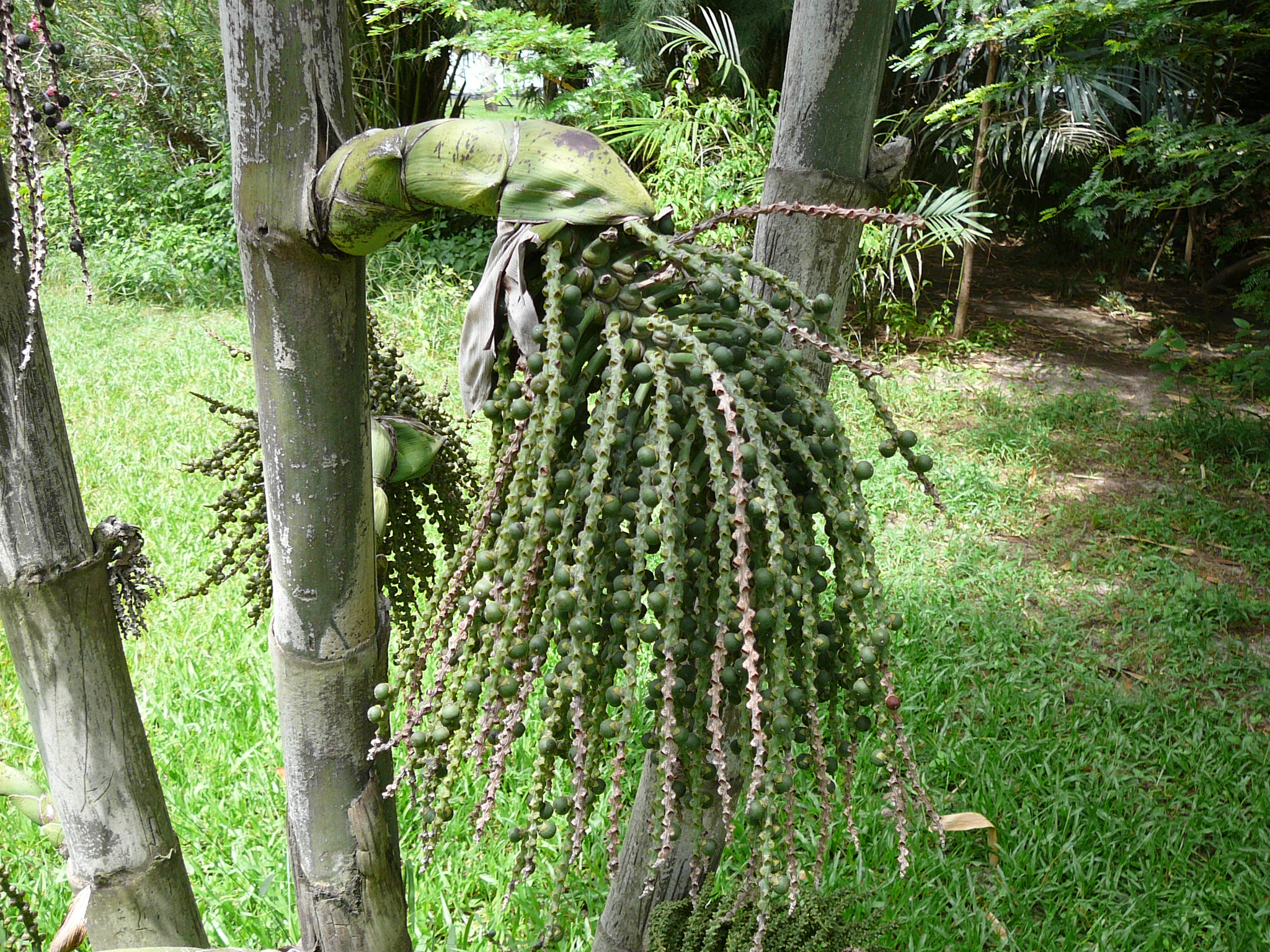
Omogna frukter
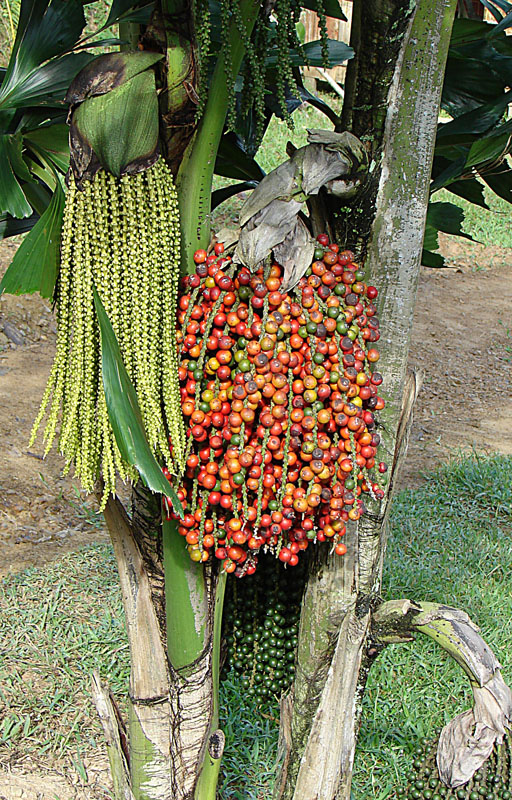
Mogna frukter
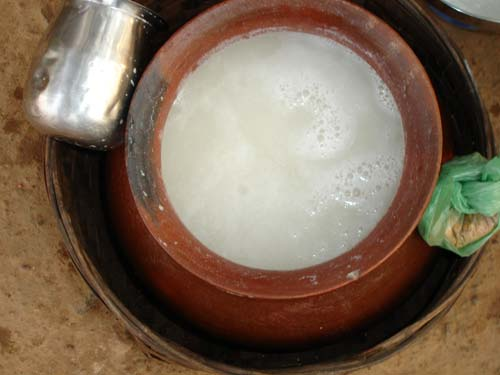
Palmvin från kitulpalmen, den marknadsförs ibland som öl